# Électrotaxie (éthologie)
Pour les articles homonymes, voir Électrotaxie.
Dans le domaine de la biologie cellulaire, l'électrotaxie désigne le comportement de déplacement et orientation de certains organismes aquatiques (poissons, amphibiens) quand ils sont exposés à certains types et intensité de champs électriques.

## Étymologie
Le radical  taxie fait référence à la notion de tactisme qui désigne tout déplacement de cellule, organe ou organisme vivant dont l'orientation est induite par un stimulus extérieur (lumière, odeur, vibration, tension électrique...). 

## Risque de confusion
Ce processus ne doit pas être confondu avec des mouvements d'une cellule vivante exposée à certains champs électriques.

## Histoire
Au début des années 1920, Ferd. Scheminzky dans ses études sur l'électrotaxie et l'électronarcose, note que les courants sinusoïdaux déterminent chez divers animaux aquatiques une orientation spécifique dans l’espace : « l'animal oriente son axe longitudinal perpendiculairement aux lignes de force du courant (électrique) ; cette orientation a été observée par l'auteur en particulier chez les jeunes exemplaires de Salmo lacustris, Phoxinus laevis, Esox lucius, Carassius carassius, chez les embryons, de Rhodus amaraus, chez les tétards, et chez un exemplaire adulte de Rana esculenta. Selon lui, comme pour la narcose galvanique et la narcose par les courants de Leduc » . Plus l'animal est gros plus il se montre sensible à une faible densité de courant.

## Principe chez le poisson
Quand il entre dans un champ de courant continu, dans une zone de densité de courant assez faible, un poisson s’oriente vers l’anode (pôle positif immergé, qui peut être éventuellement déplacé par un opérateur). 
Si le gradient de potentiel (V.cm–1) dépasse un seuil (dit « seuil de taxie anodique », qui apparait à une certaine distance de l’électrode, il s’en approche et s’il s’en approche trop, il passe un autre seuil dit « seuil de narcose ou de tétanie », le poisson se raidit et cesse toute activité de nage. Ils en conservent parfois des séquelles et les alevins peuvent en mourir.  Certains poissons comme l’anguille réagissent moins vite (il faut parfois une trentaine de secondes au-dessus d’un micro-habitat d’anguille pour que celle-ci se déplace vers l’électrode).

## Utilisations
- L'électrotaxie est utilisé pour les pêches électriques d’inventaires ou de conservation. 
En effet, comme c’est l’une des principales réactions immédiates du poisson exposé dans son milieu à un courant polarisé, il est aussi utilisé pour déplacer des poissons et pour légèrement les anesthésier, dont pour des pêches électriques de sauvegarde, comme dans le canal Saint-Martin[3] à Paris. L’électrotaxie apparait « entre le stade analgésique et le stade narcotique »[2].
- Ce phénomène a été testé et utilisé pour attirer les poissons dans des chaluts dits électrifiés[4]
- Inversement, il a pu être utilisé pour éloigner des poissons d’une zone dangereuse (ex. : éloigner d’une turbine pour guider vers une zone de dévalaison  au niveau d’un barrage hydroélectrique) [5]